# Granville Redmond
Granville Redmond (Filadelfia, 9 marzo 1871 – Los Angeles, 24 maggio 1935) è stato un pittore e attore statunitense, membro della comunità sorda.
Divenne famoso all'epoca dei film con Charlie Chaplin, che era la spalla in alcuni sketch dei corti. Spesso Charlot e lo stesso imparavano tramite la lingua dei segni, in formato dai gesti che si usavano allora nei film muti.

## Biografia
A due anni ebbe la scarlattina che di seguito divenne sordo profondo. Nel 1874, insieme con la sua famiglia si trasferirono alla costa ovest della California, a San Josè. Frequentò la California School for the Deaf a Berkeley, dal 1879 al 1890.
Nel 1898, tornò in California e si stabilì a Los Angeles. Sposò con Carrie Ann Jean, ed ebbe tre figli: Jean Granville Redmond (1901-1979), Helen R. Redmond (1906-1938) e Hiram Johnsonwolfe Redmond (1911-1982).
Durante il suo soggiorno a Los Angeles, fece amicizia con Charles Chaplin. Secondo una leggenda della cultura dei sordi, Chaplin, ammirò la sua espressività naturale quando ha usato la lingua dei segni americana, ha affinato le sue tecniche della pantomima e di espressione attraverso con le dita in Redmond.
Impressionato dalle capacità del pittore Redmond, Chaplin raccolse i suoi quadri, è stato offerto un workshop nei suoi studi cinematografici in ruoli, come lo scultore in Luci della città.
Morì 24 maggio 1935 a Hollywood, California.

## Carriera
Granville ha studiato l'arte attraverso il suo maestro Théophile d'Estrella, con la pittura, il disegno e la pantomima. Granville decise di continuare a studiare arte: entra alla Scuola di Design di San Francisco. Divenne allievo di Arthur Frank Mathews e di Amédée Joullin. Ha incontrato gli artisti italiani Gottardo Piazzoni e Giuseppe Cadenasso.
Nel 1893, Granville ricevette una borsa di studio che gli permise di andare a Parigi per perfezionare all'Académie Julian. I suoi insegnanti furono Jean-Paul Laurens e Benjamin Constant. Si diplomò insieme con l'amico sordo Douglas Tilden, una scuola per sordi di Parigi.
Nel 1895, la sua prima opera pittorica Inverno mattina venne accolta al Salon di Parigi.
La sua corrente pittorica sono il Tonalismo e l'Impressionismo.

## Filmografia
- Vita da cani (1918; proprietario di locale)
- Charlot in campagna (1919)
- Una giornata di vacanza (1919; un passante)
- Charlot e la maschera di ferro (1921; un cliente)
- Il monello (1921; l'amico del padre del monello)
- La donna di Parigi (1923)
- You'd Be Surprised[4] (1926; ruolo)
- Luci della città (1931; scultore)

## Galleria d'immagini

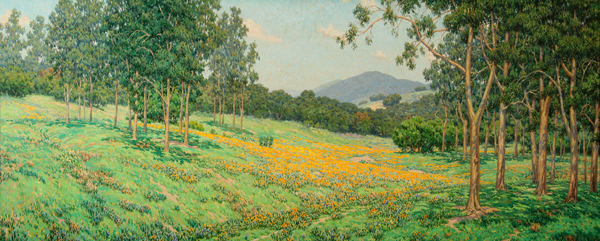
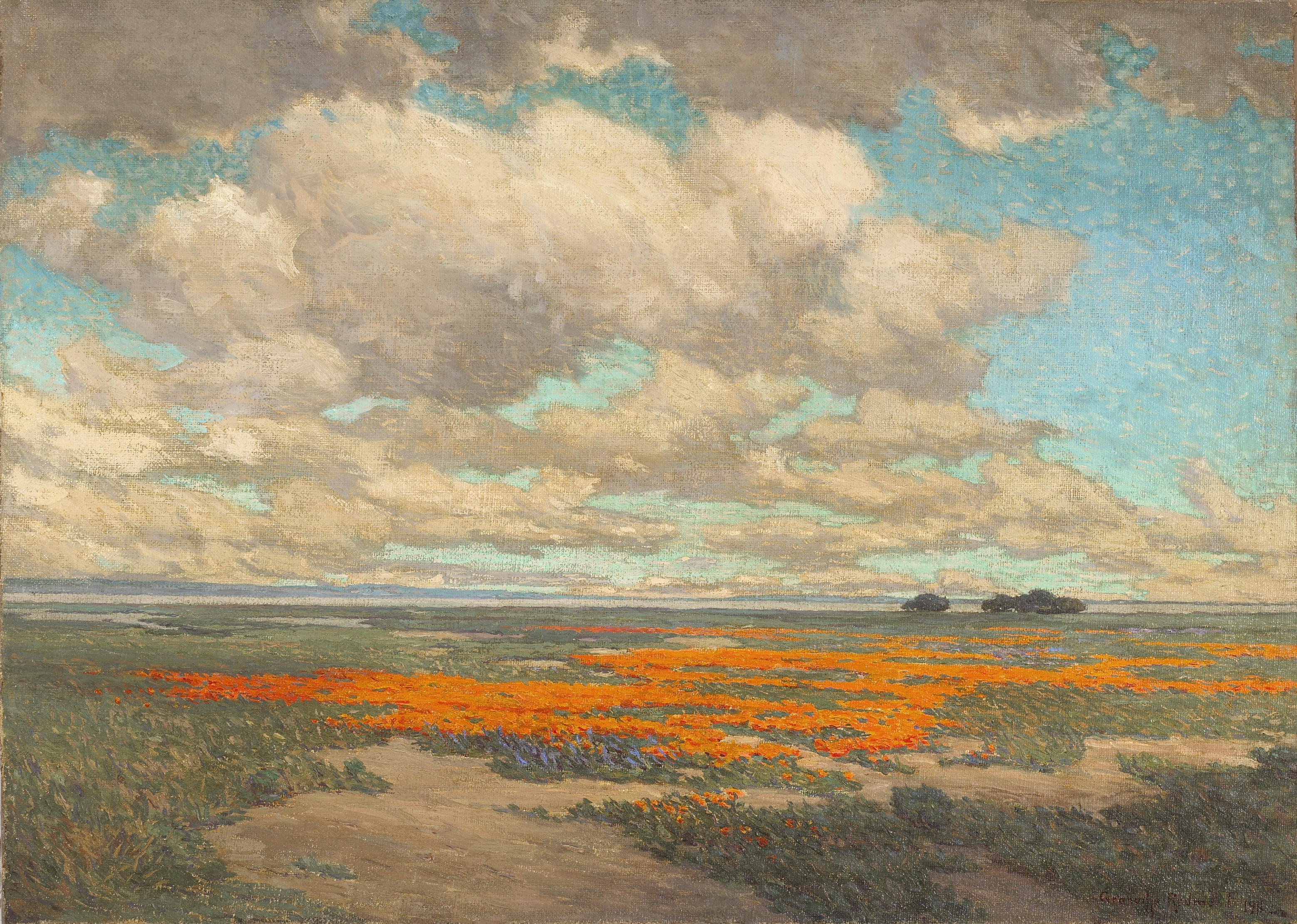
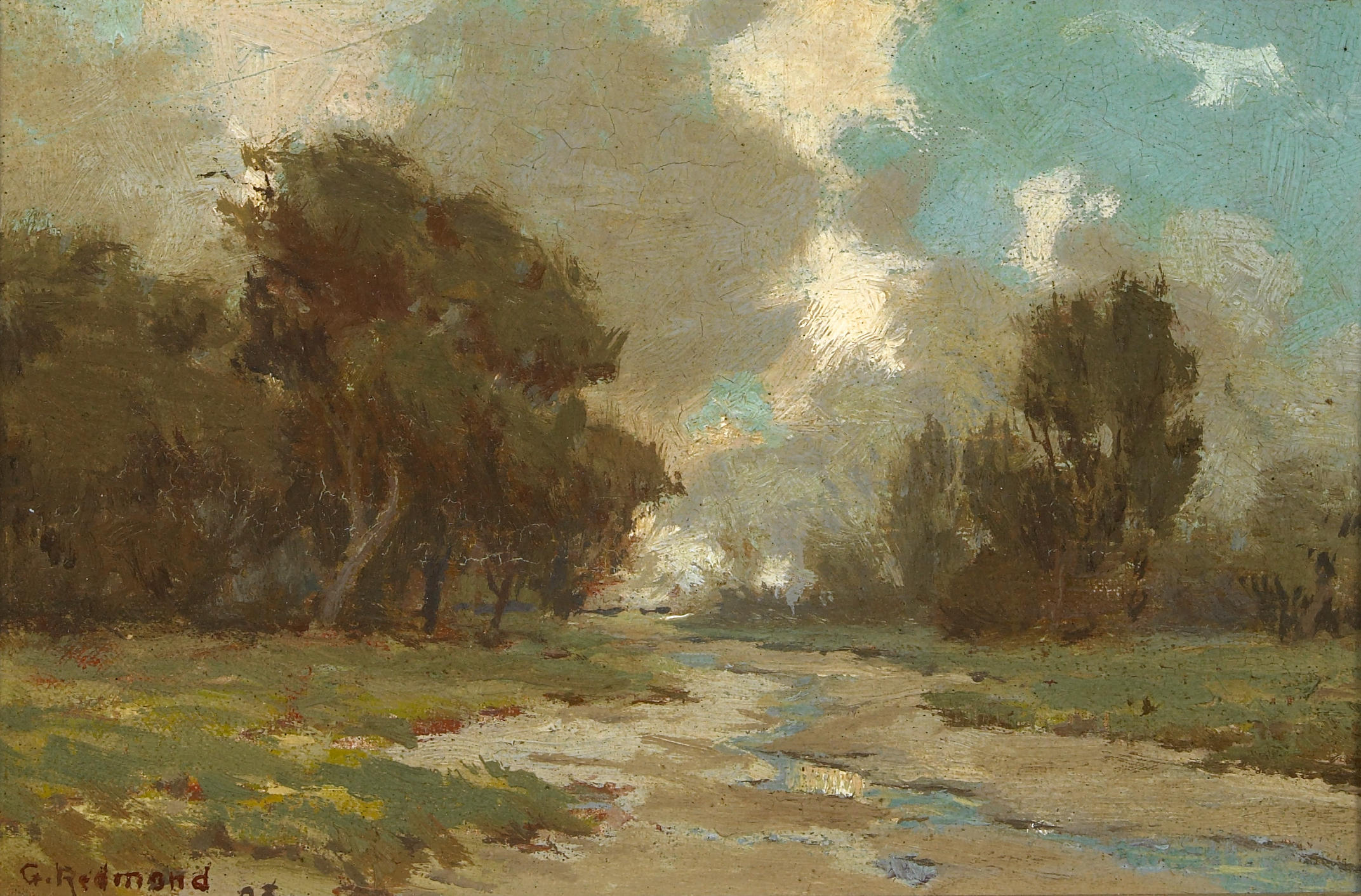
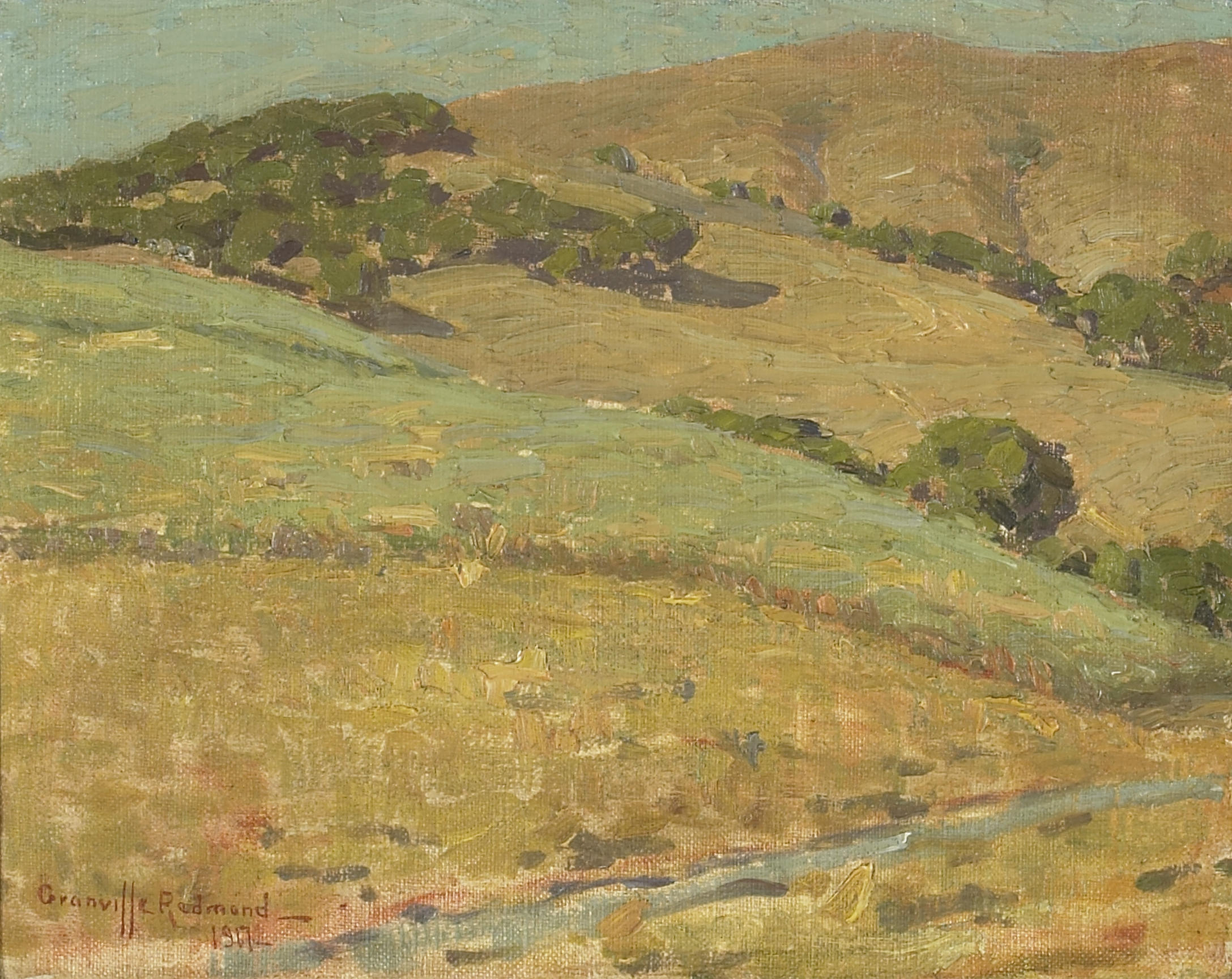
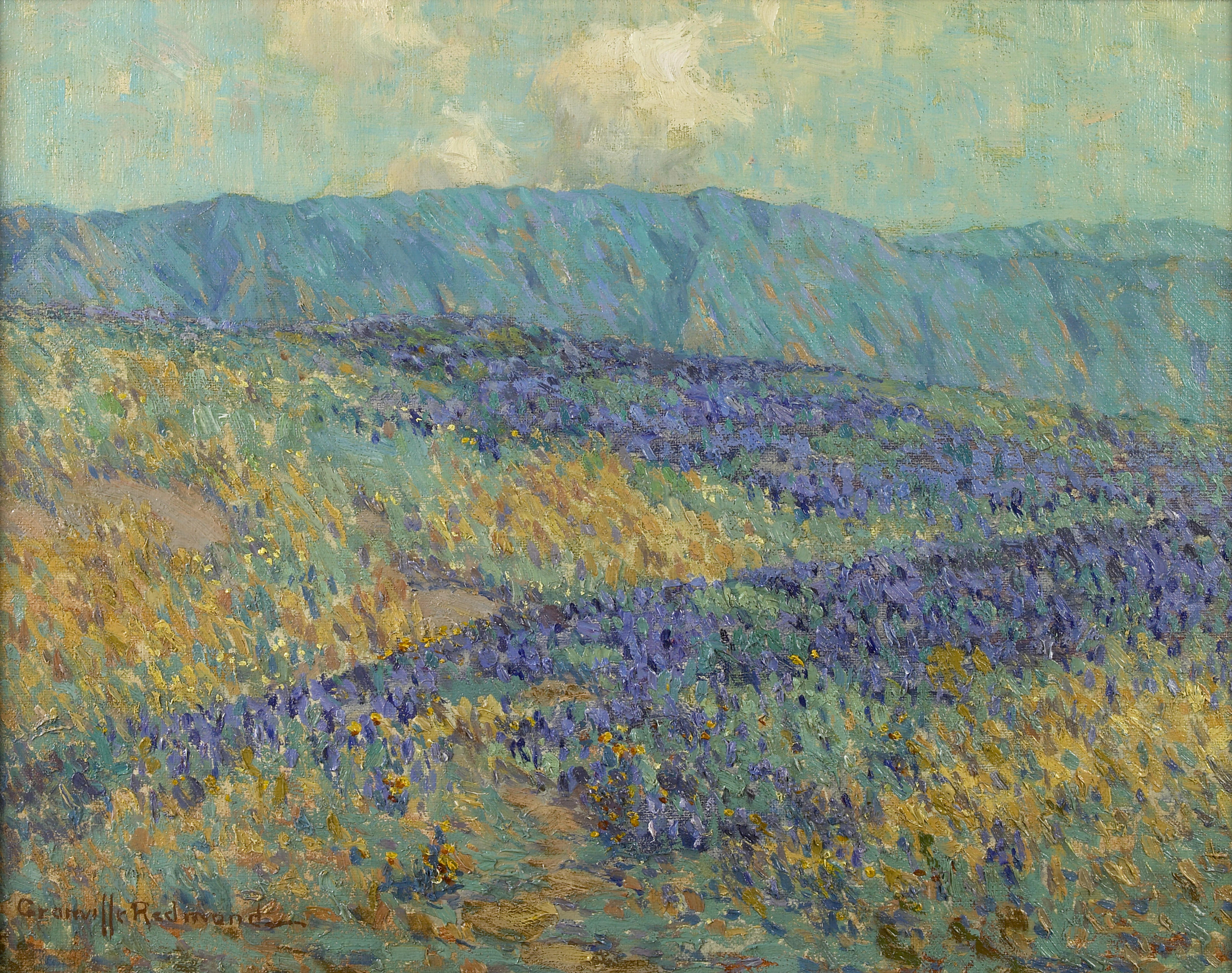
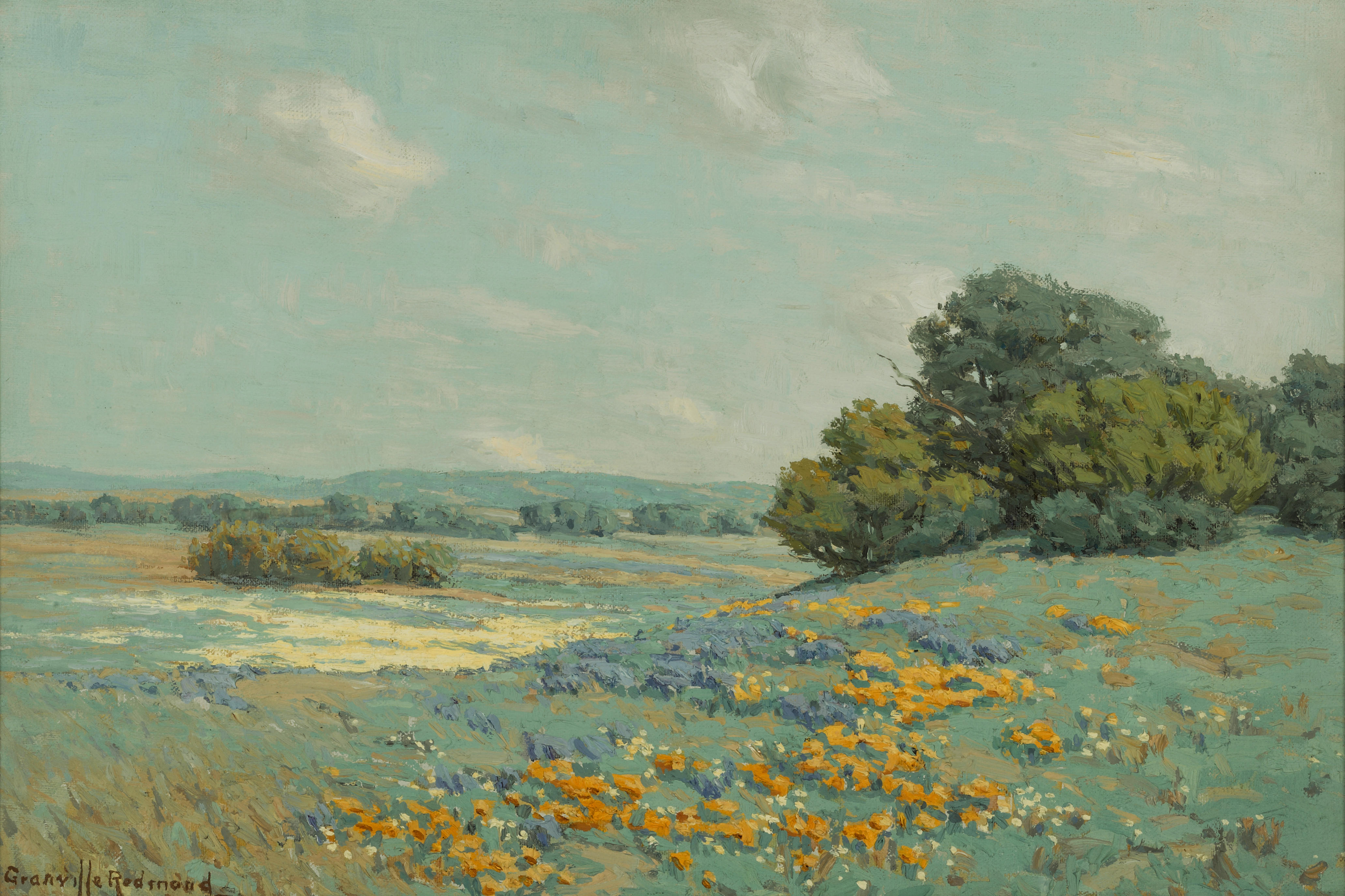
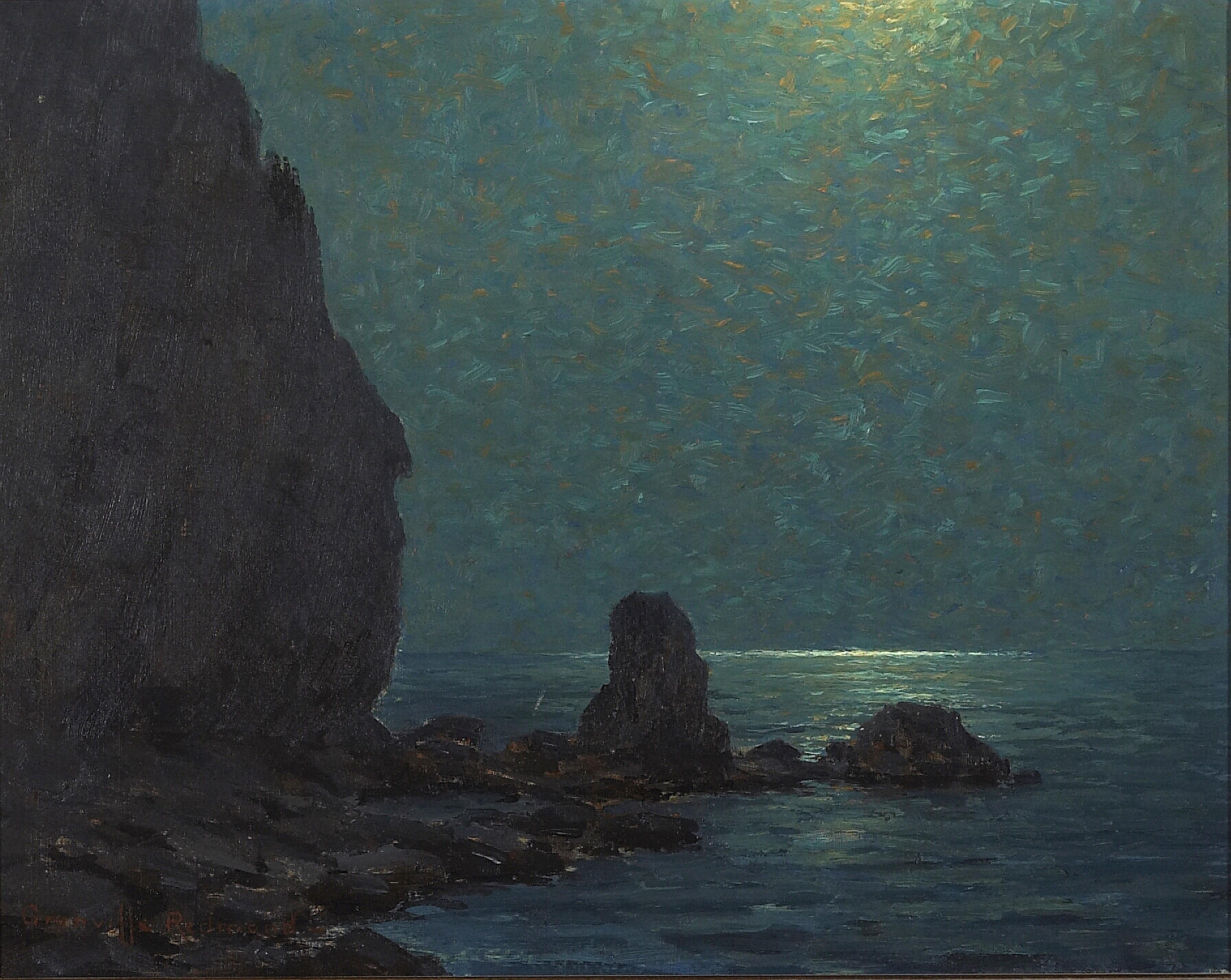
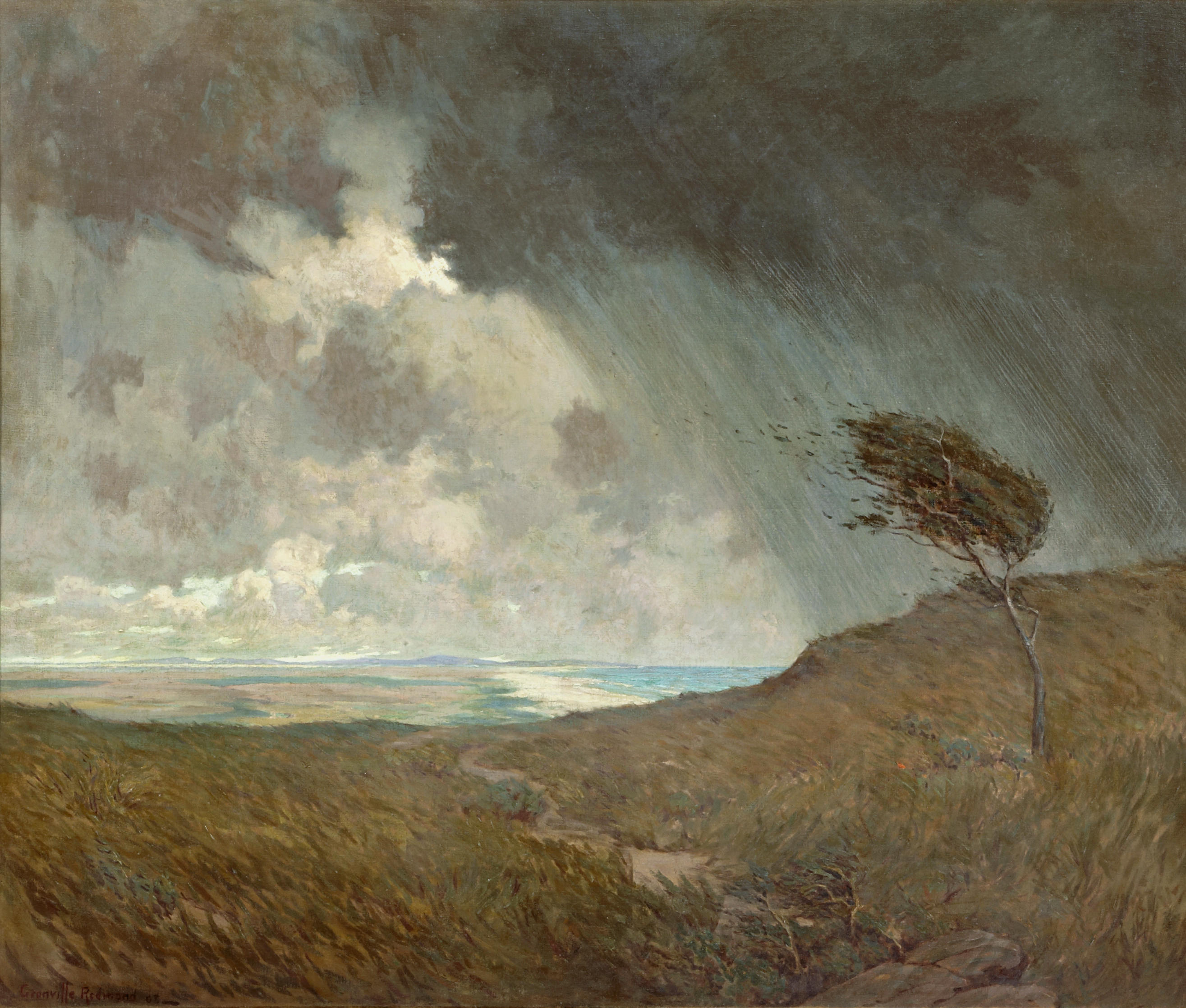
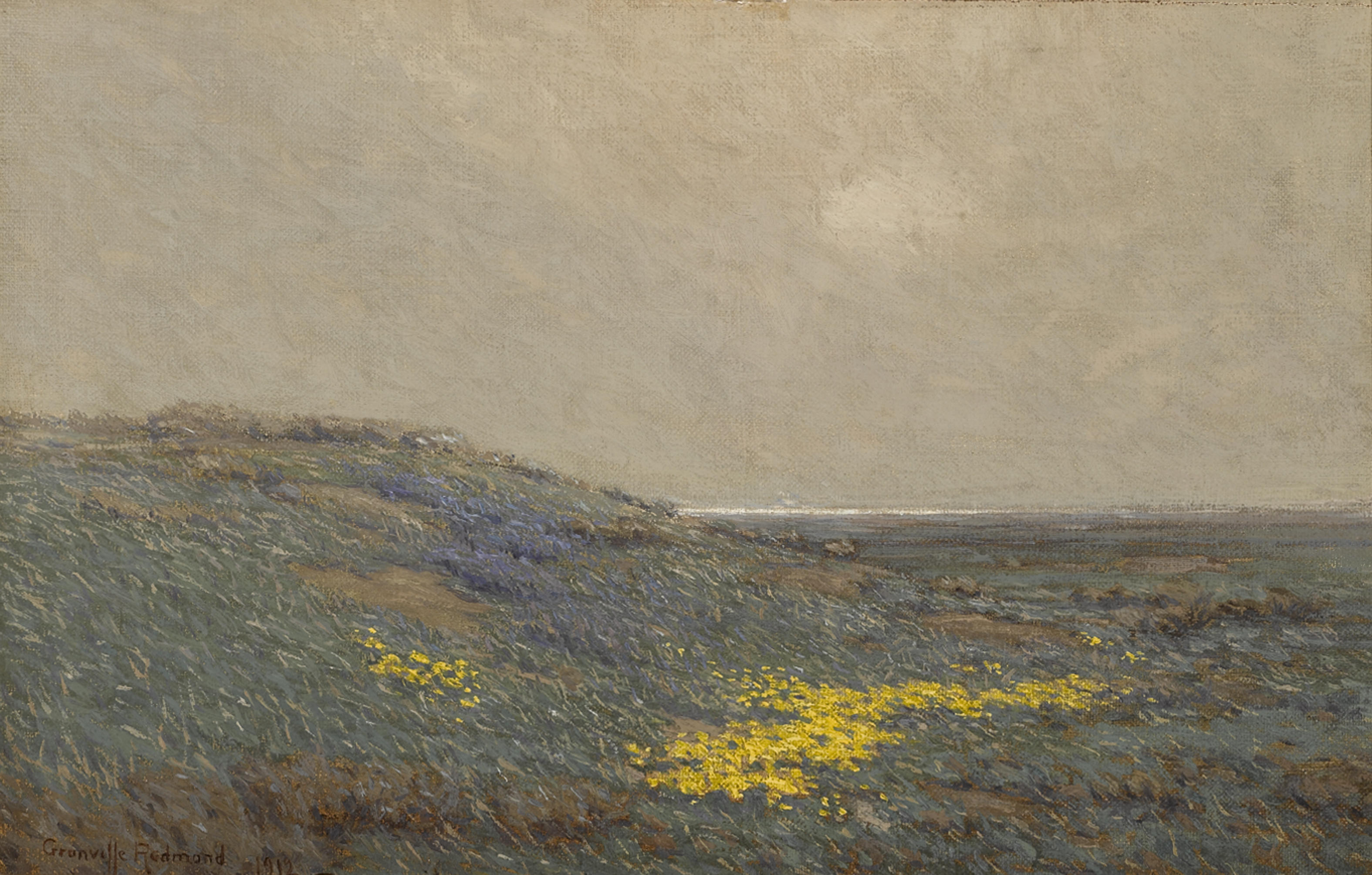
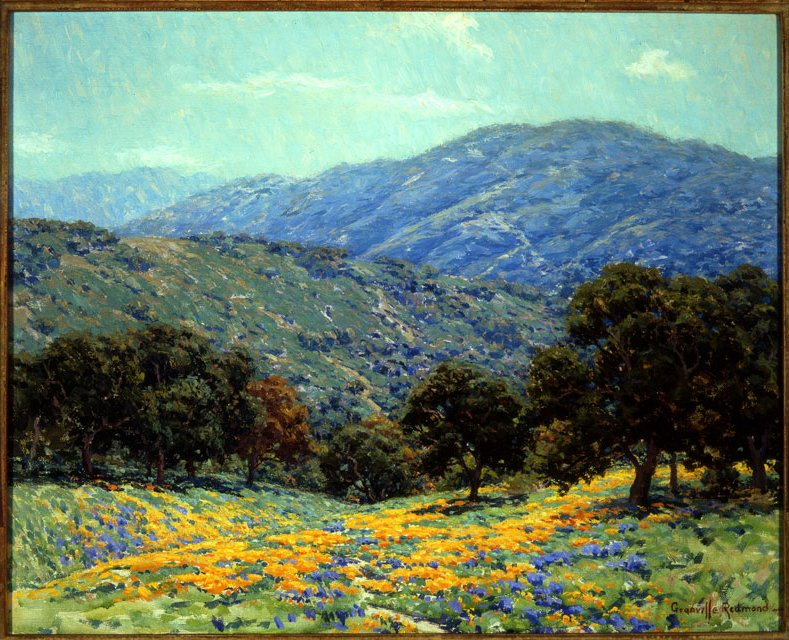
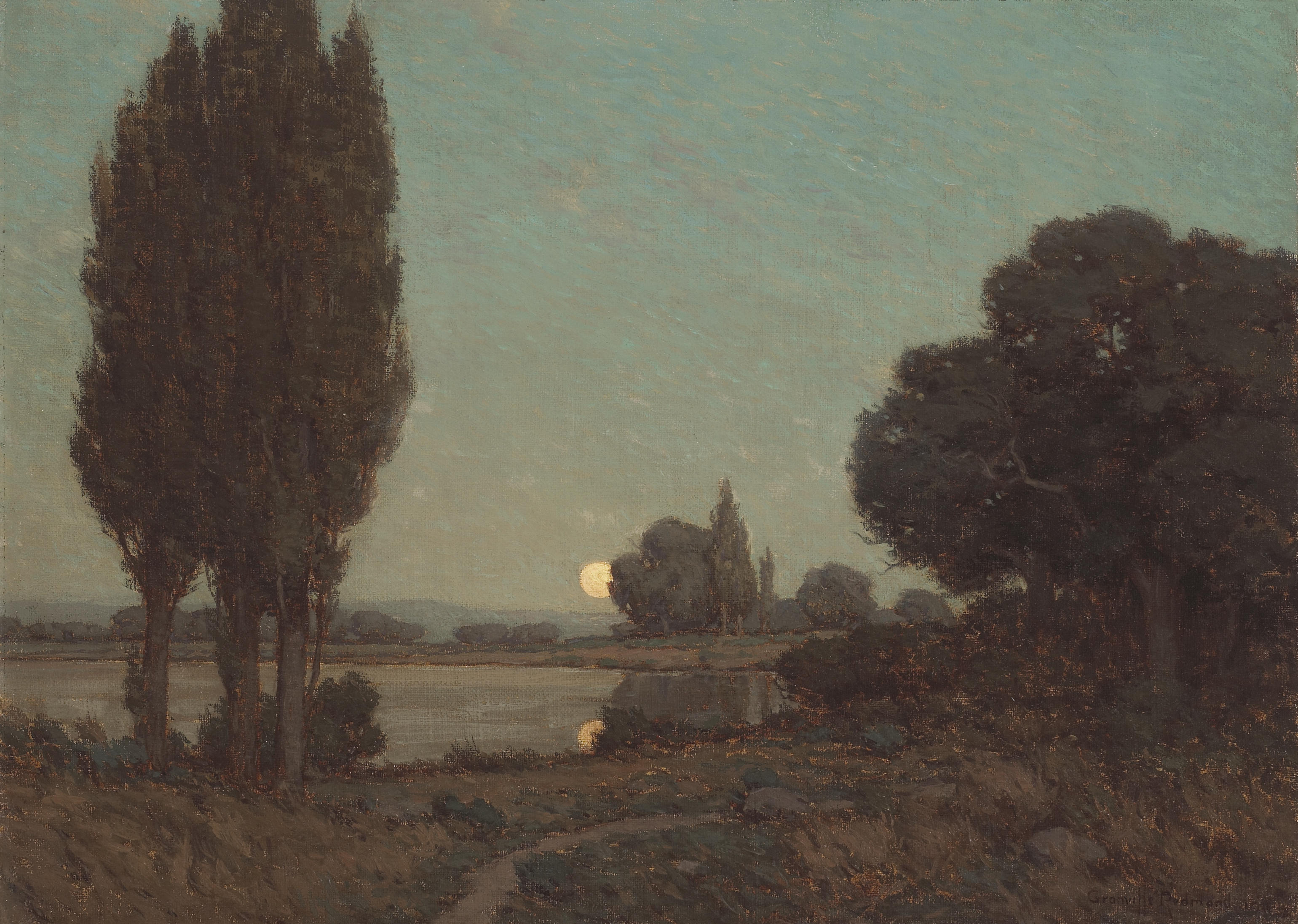
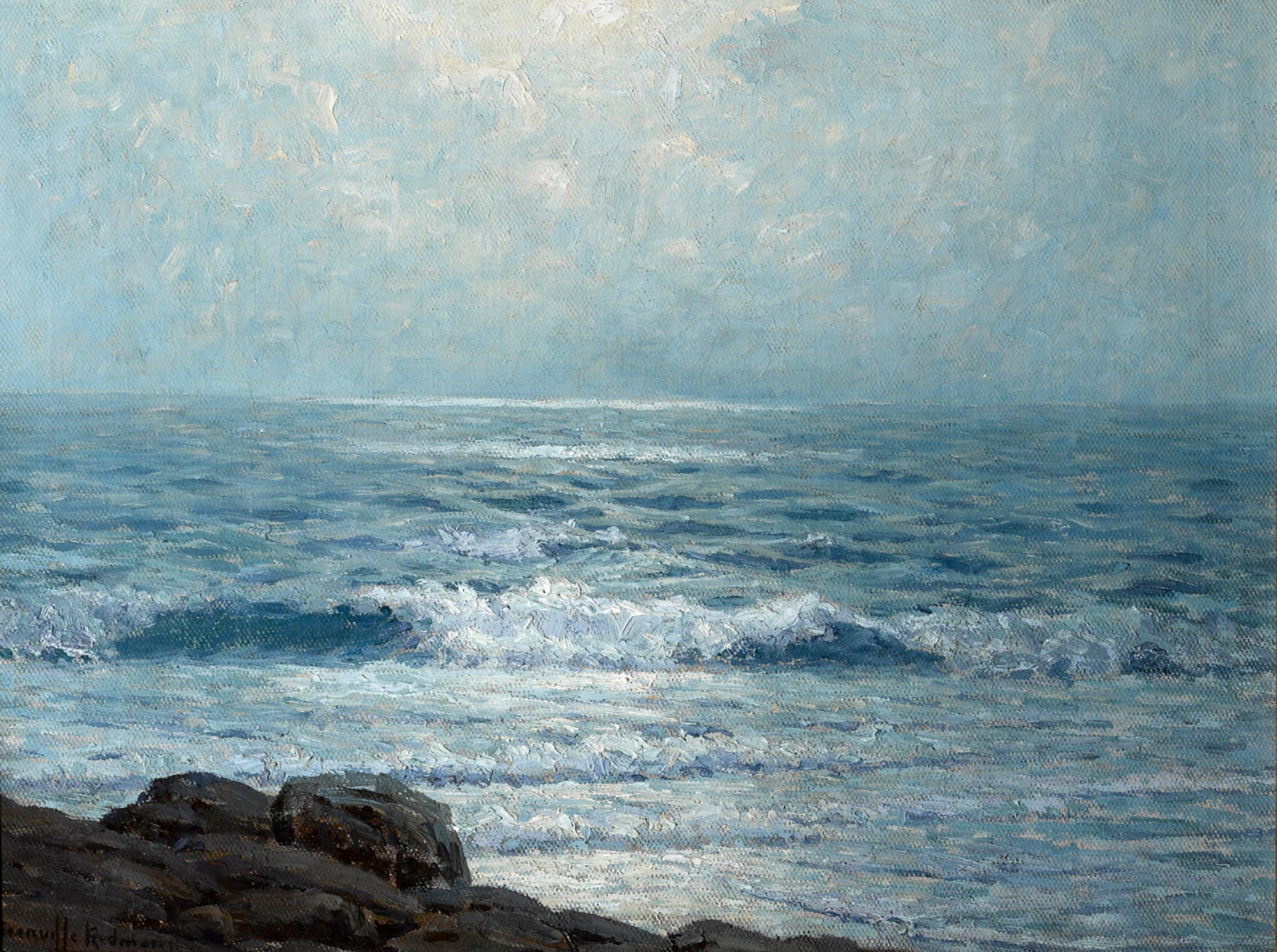
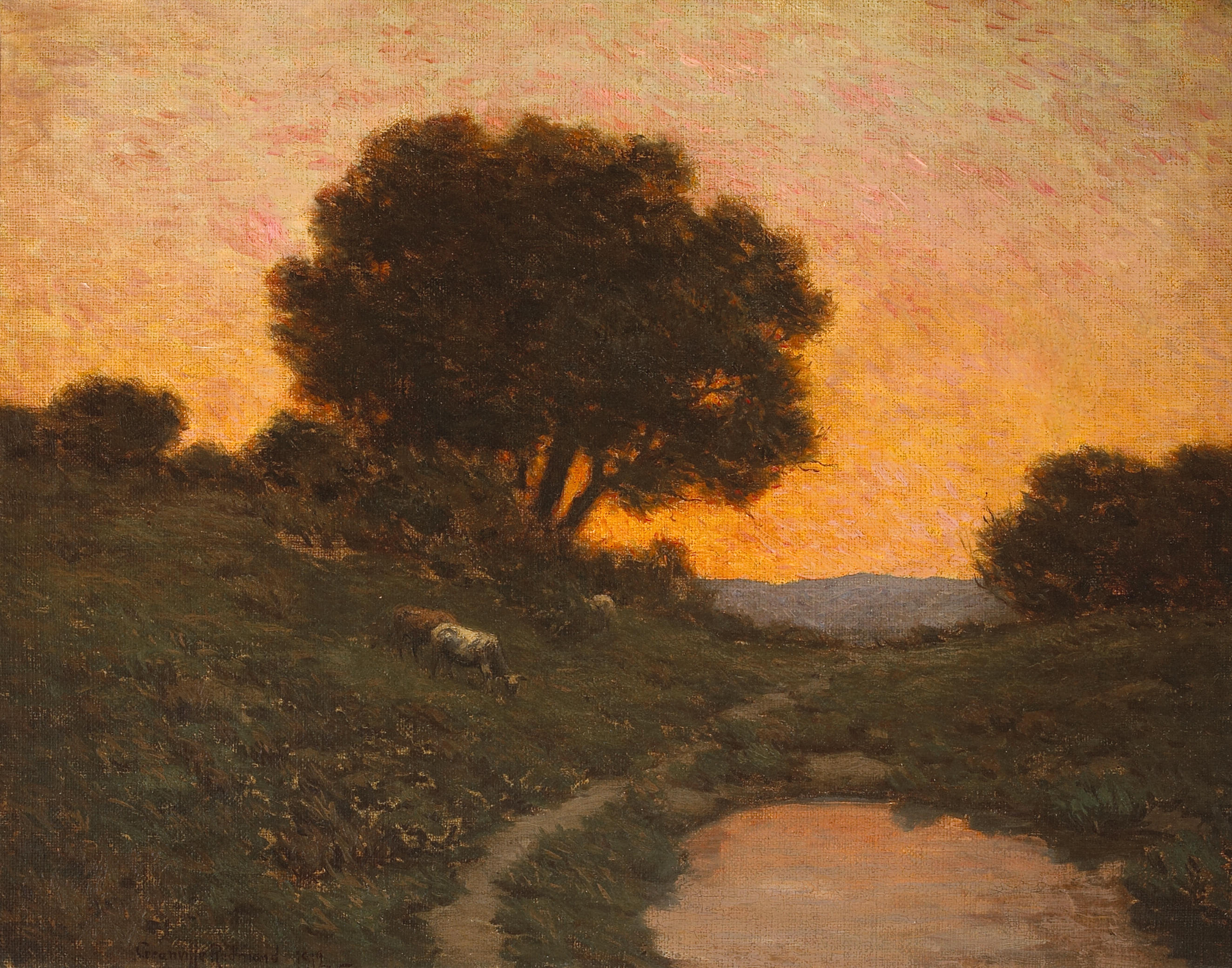
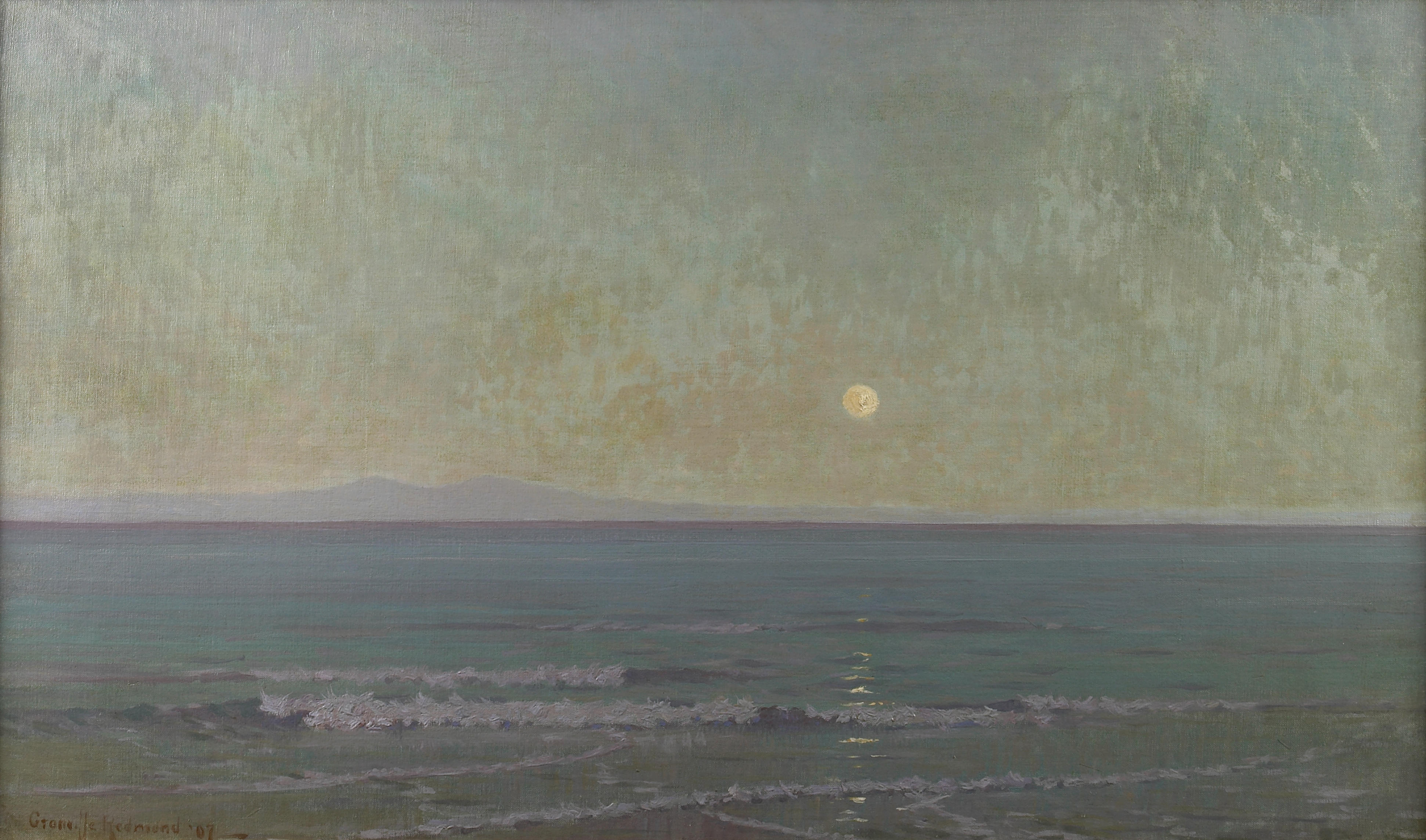
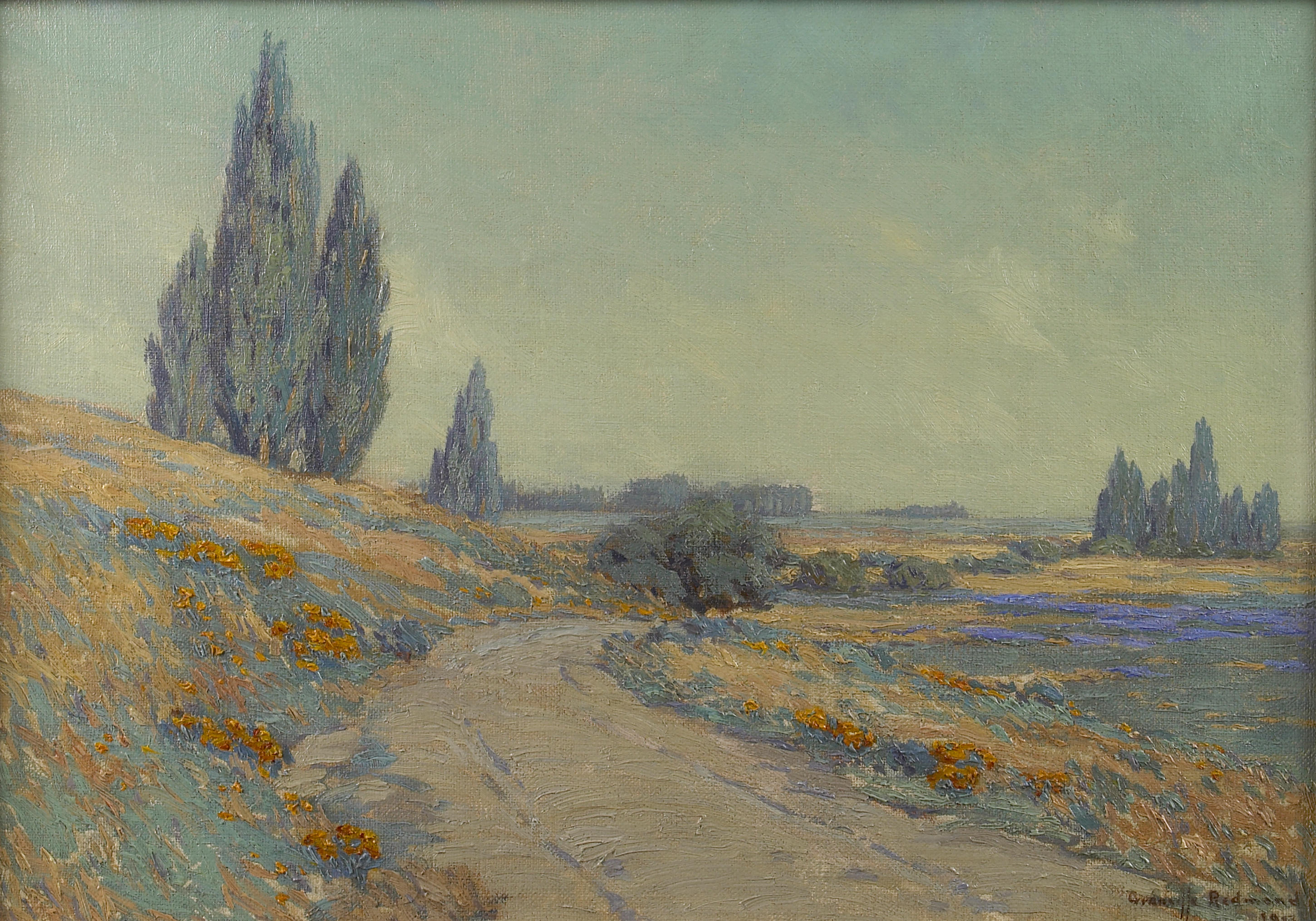
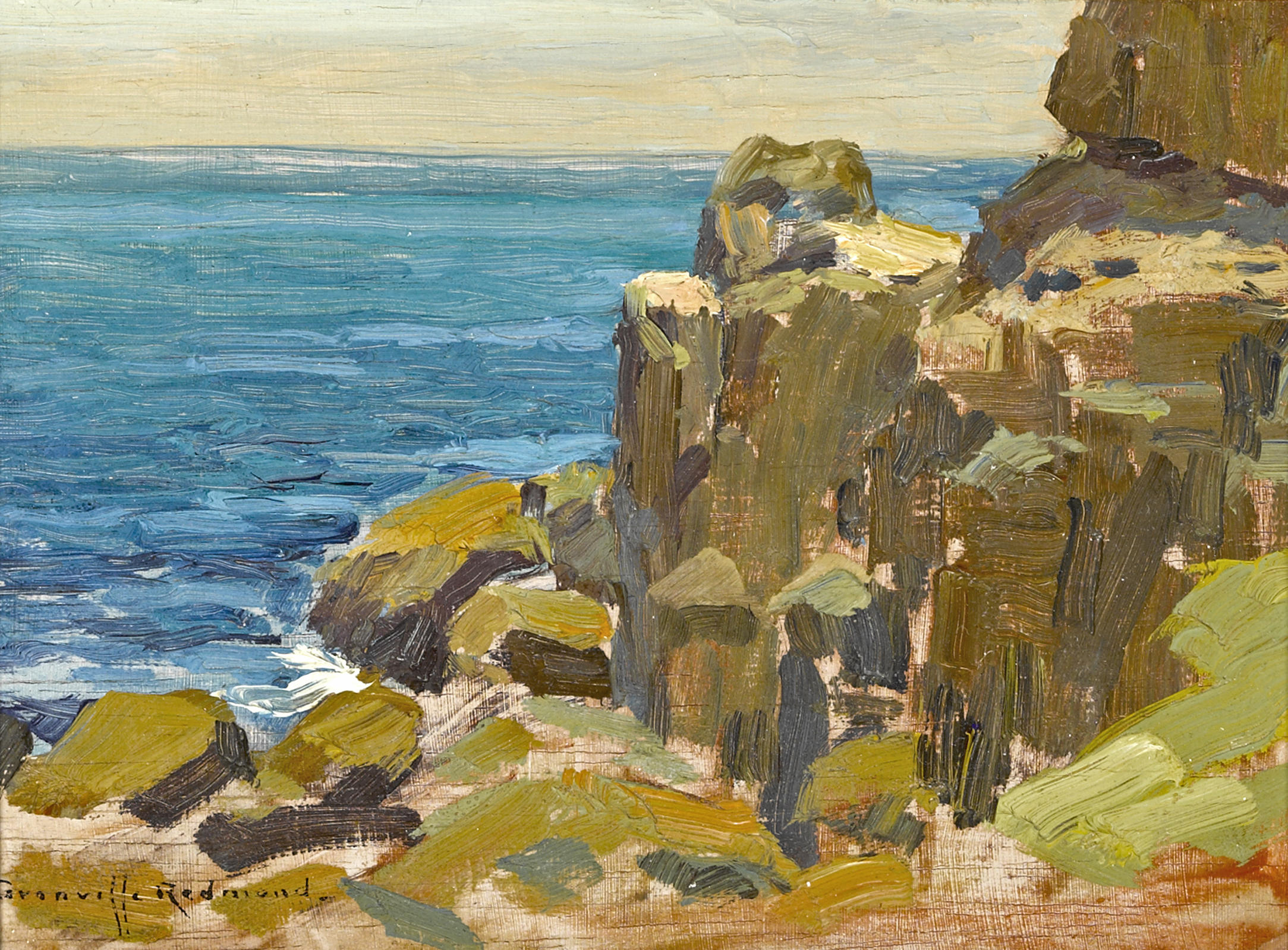
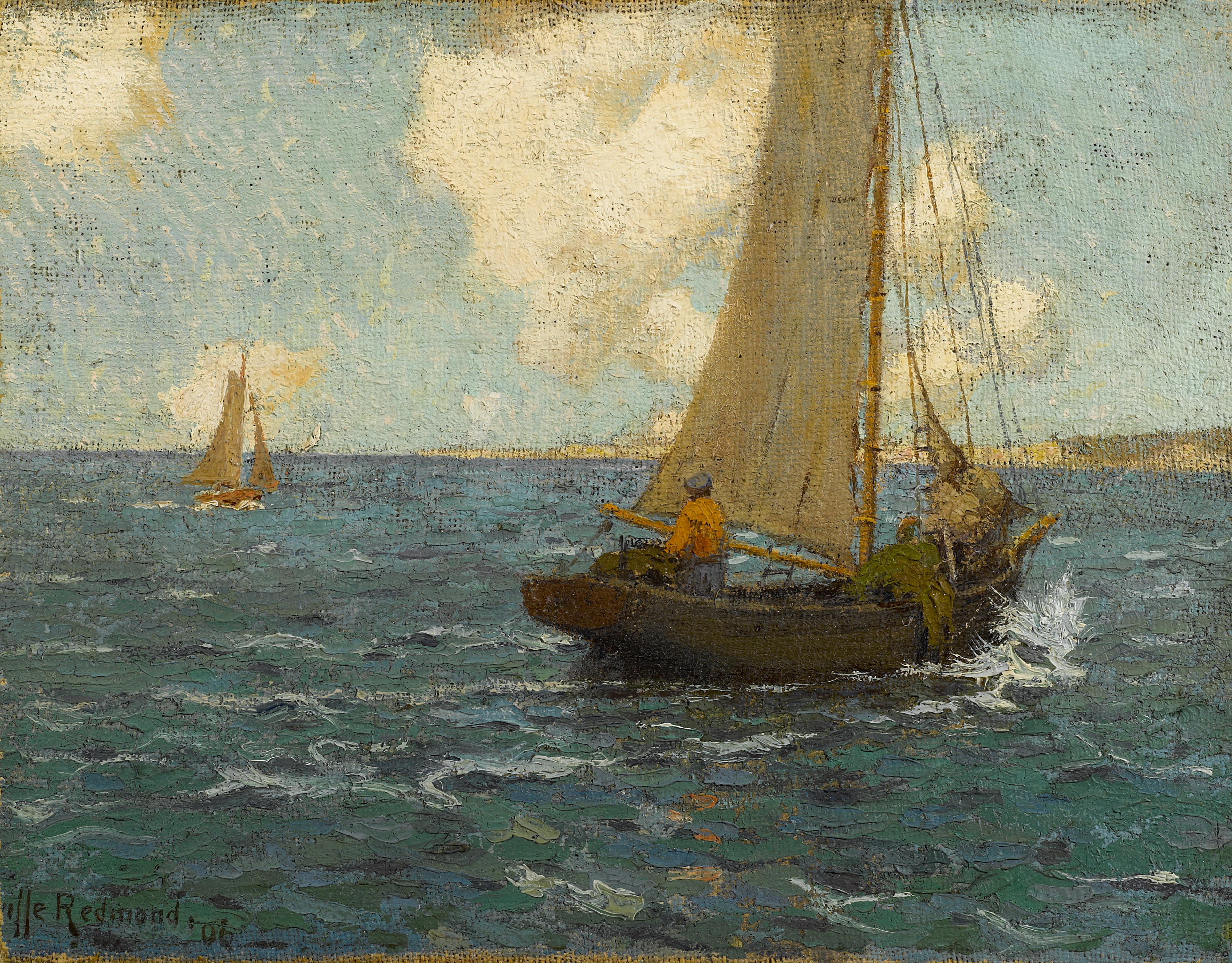
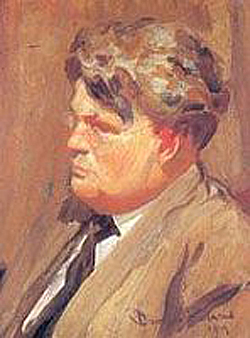
Autoritratto
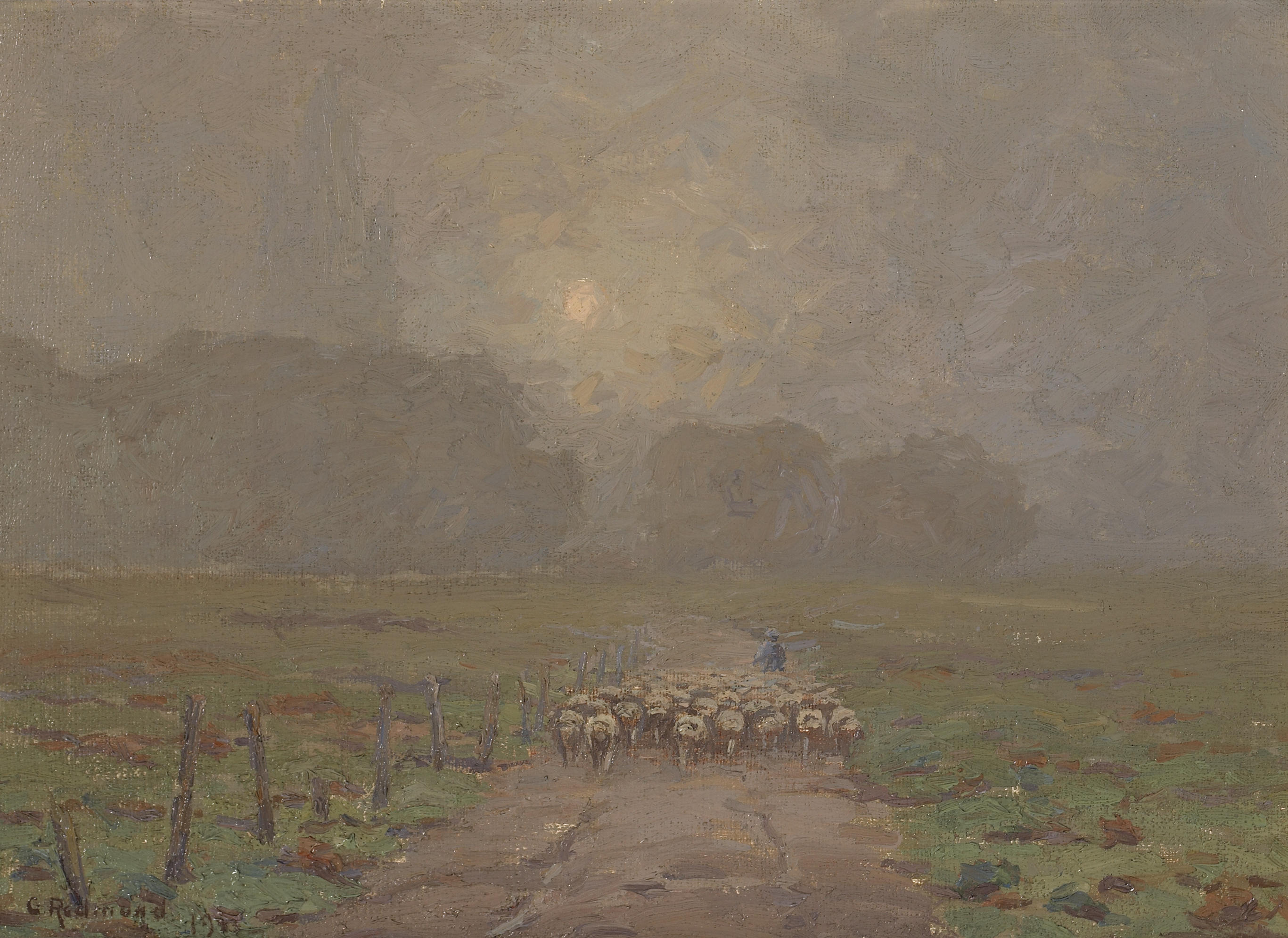
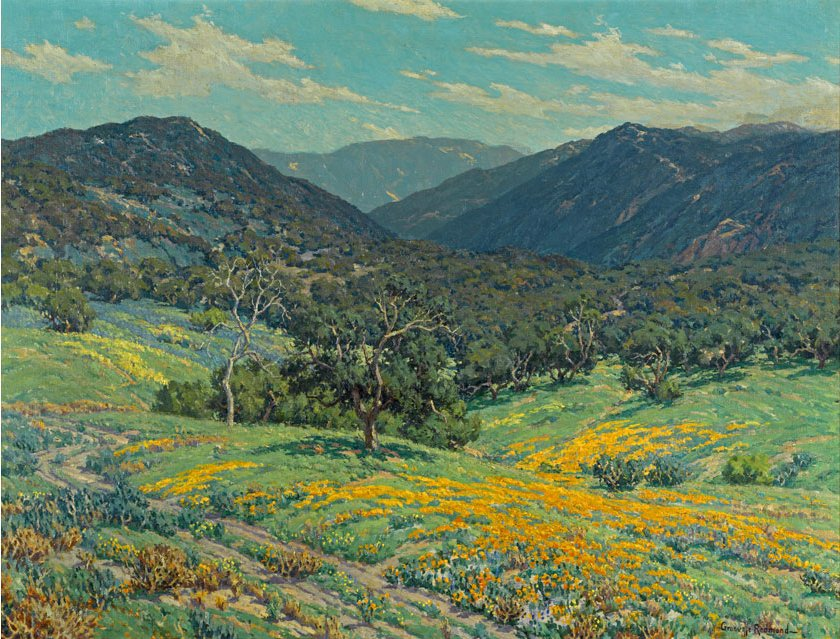
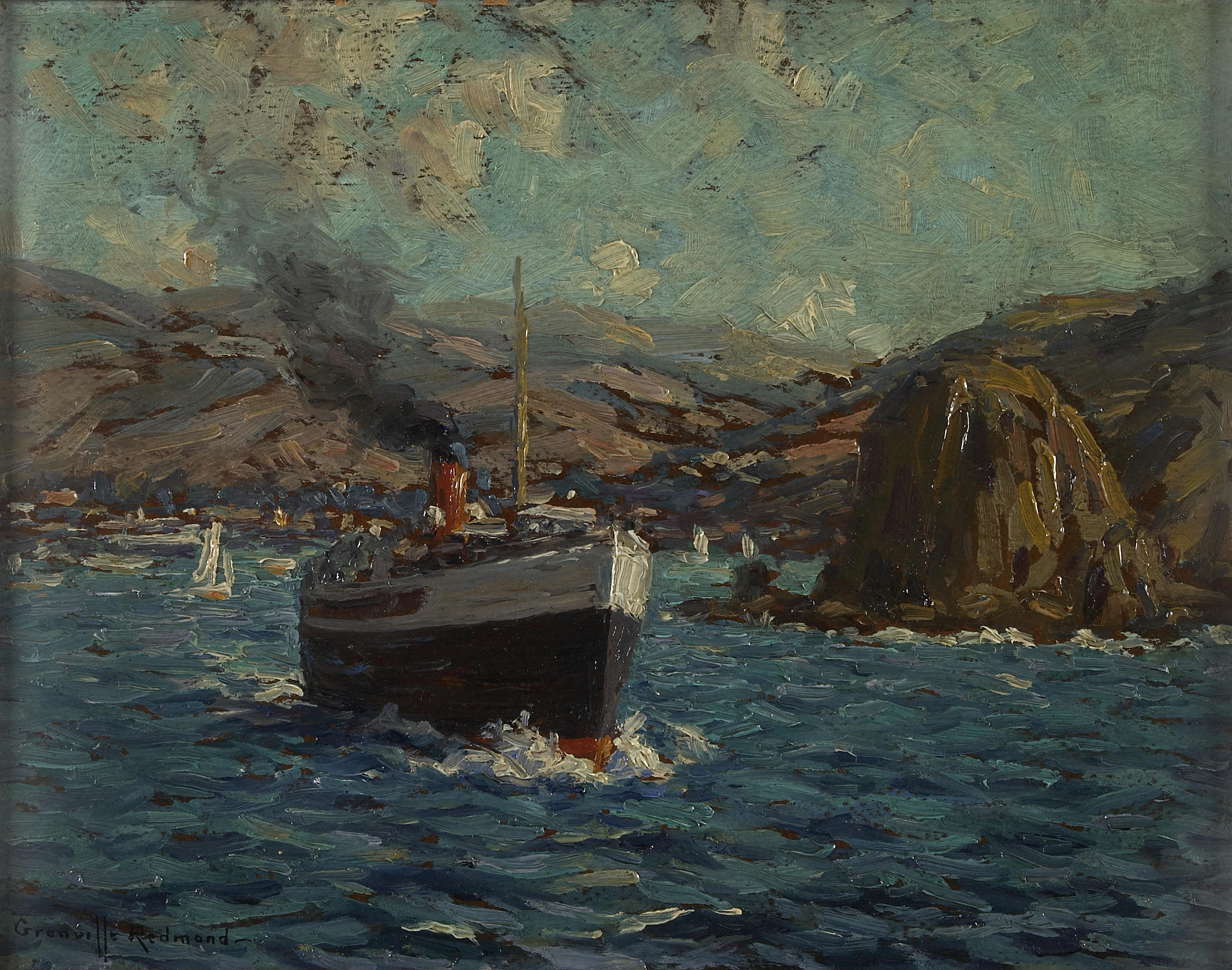
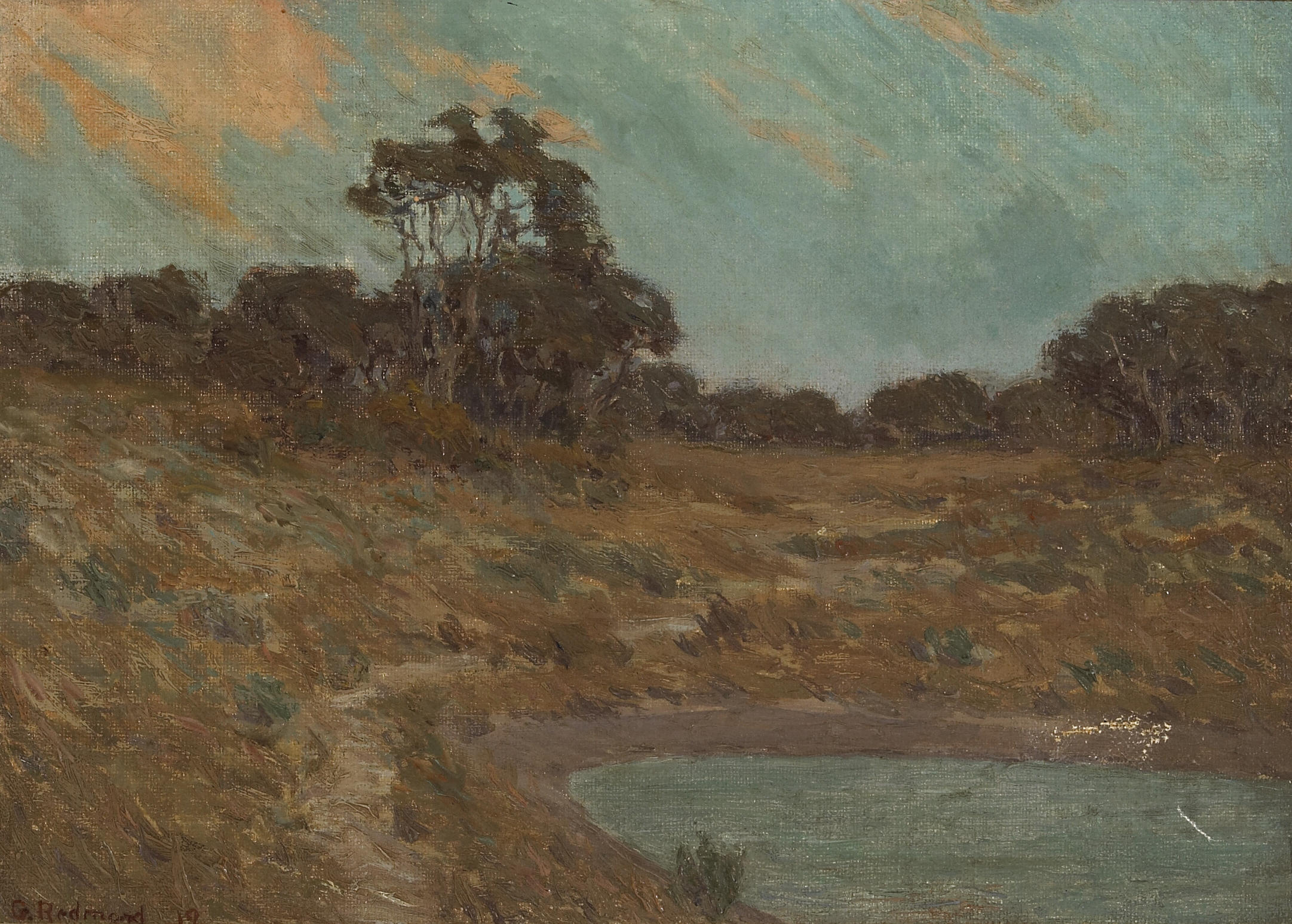
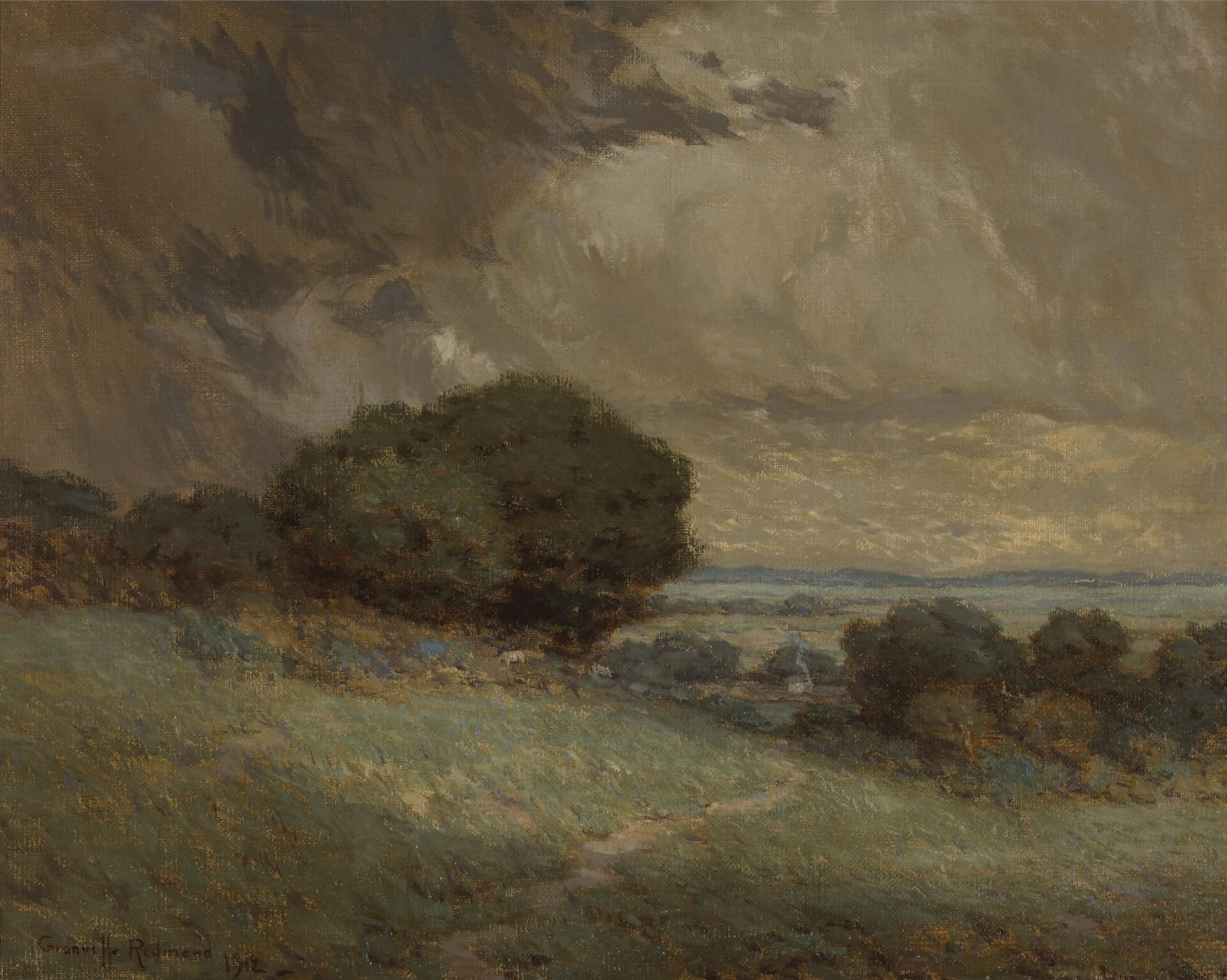
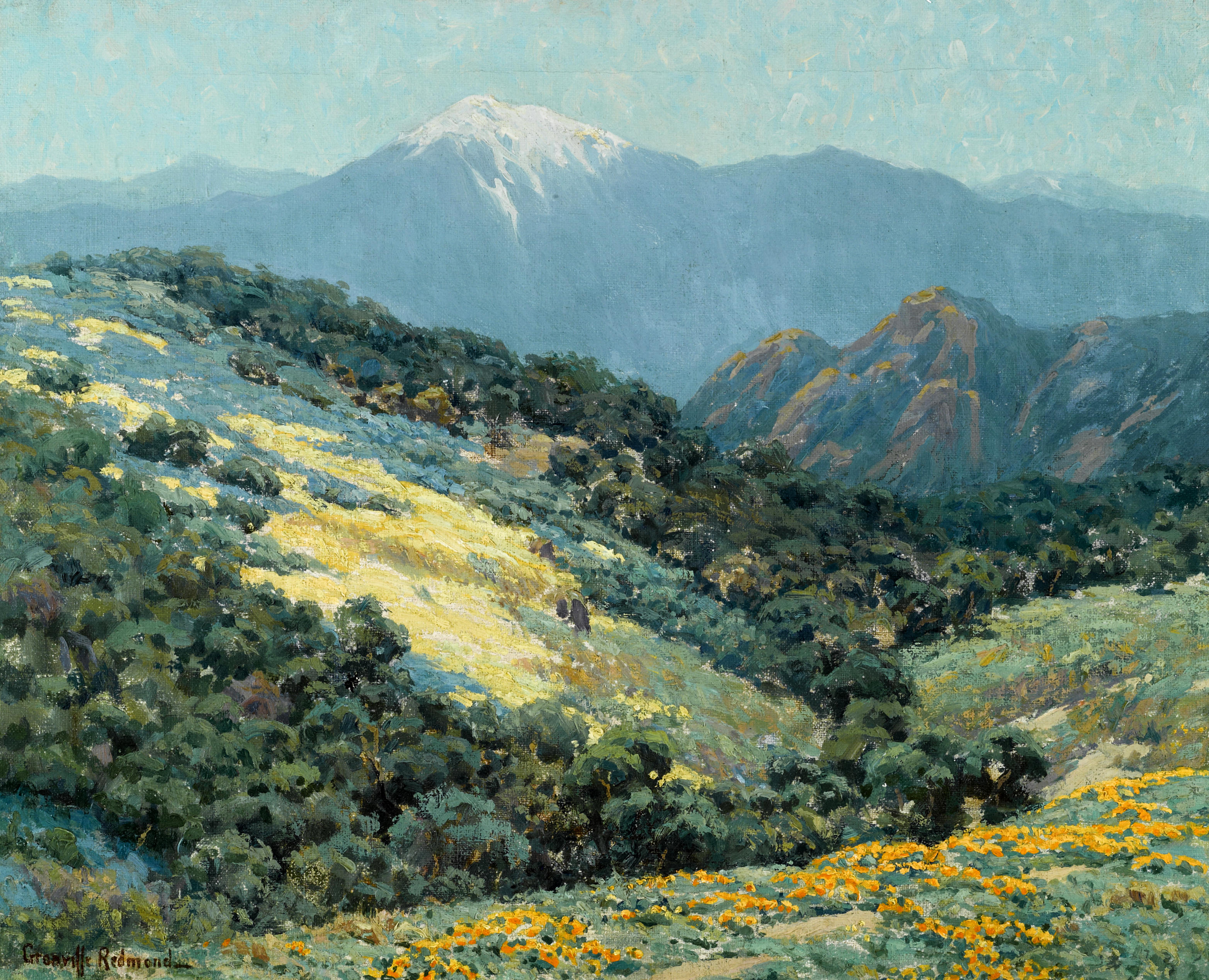
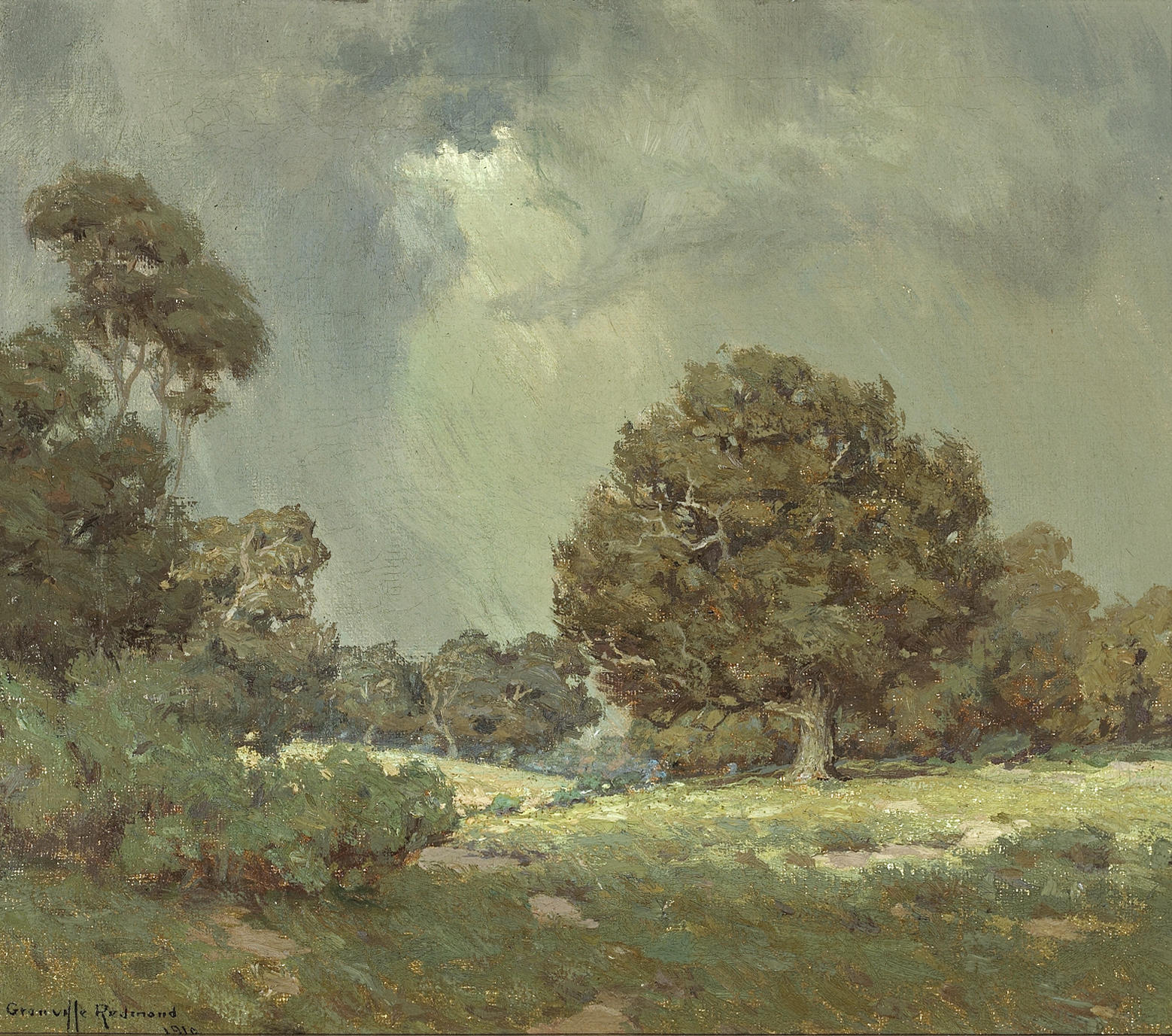
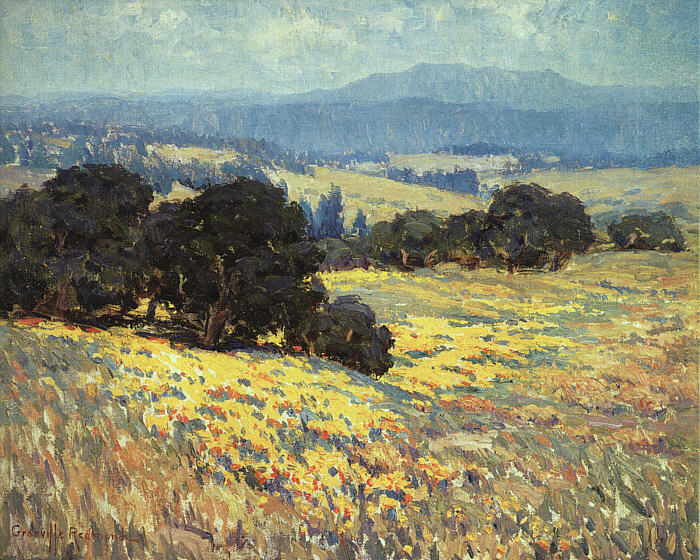
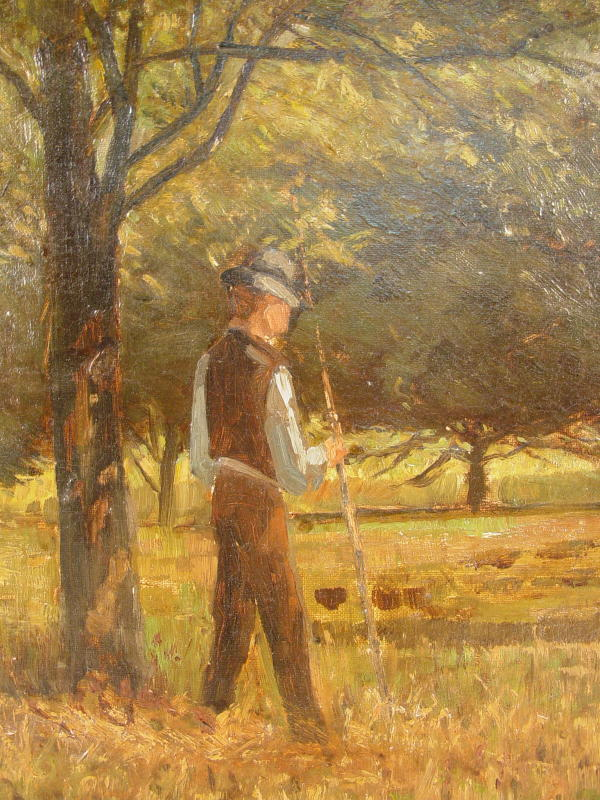
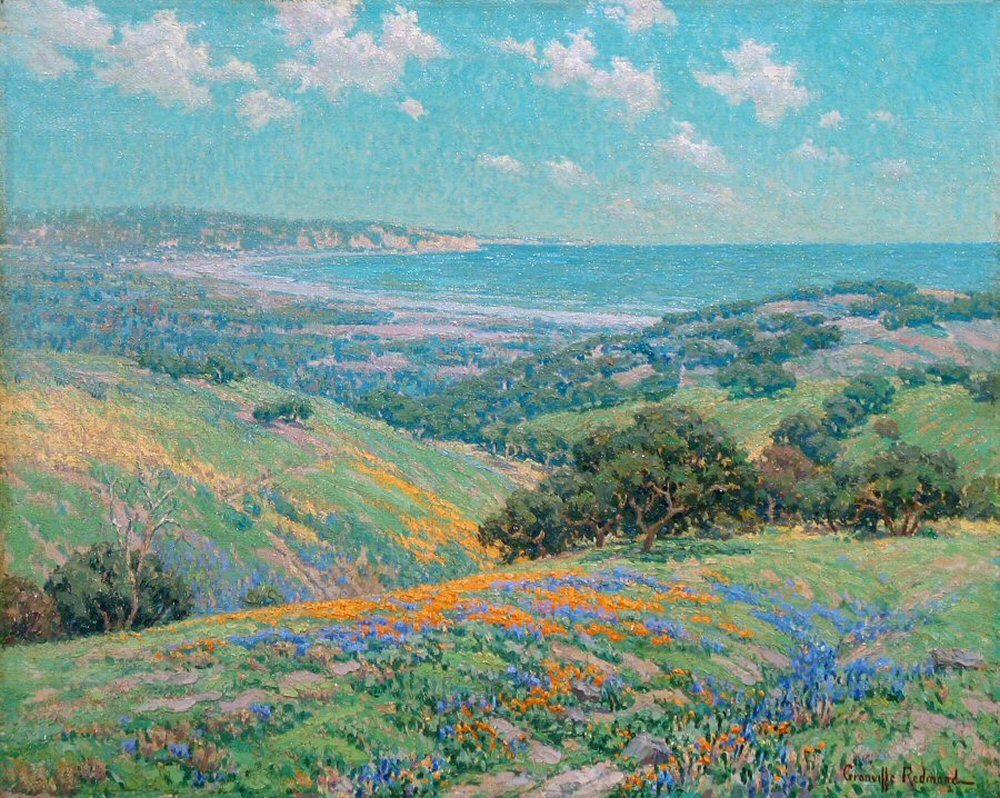
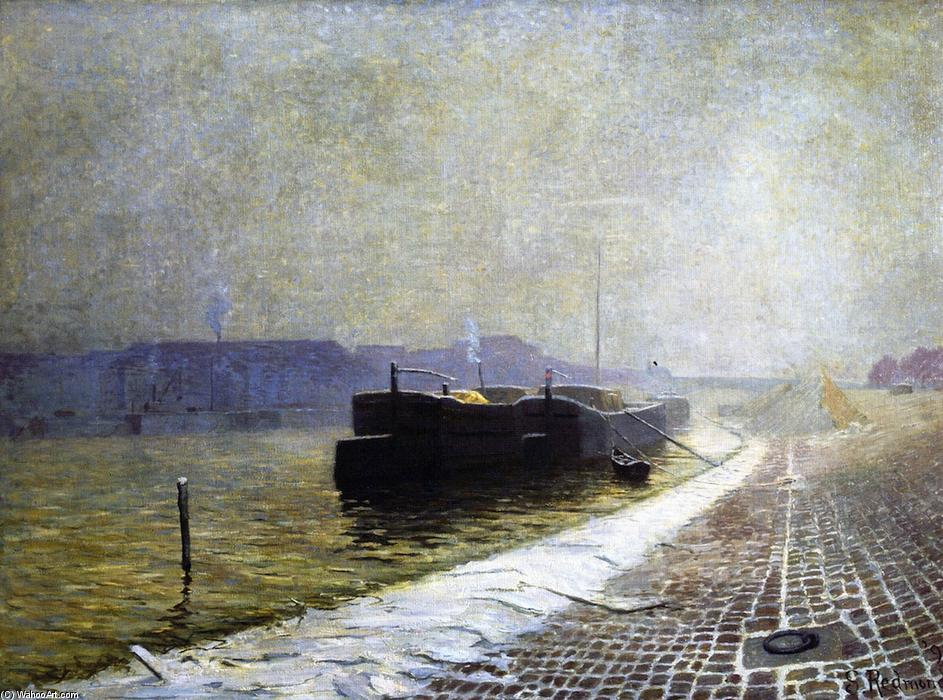
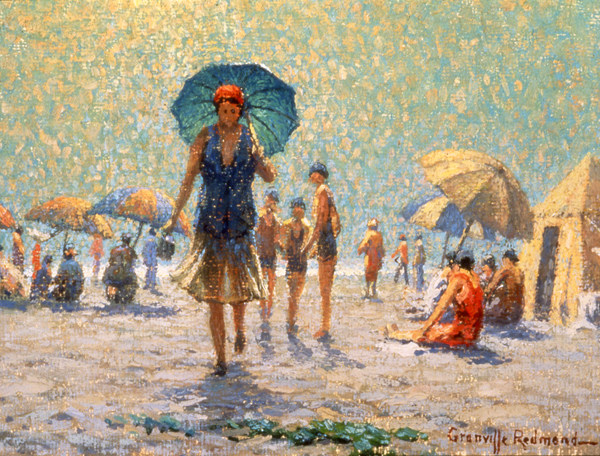
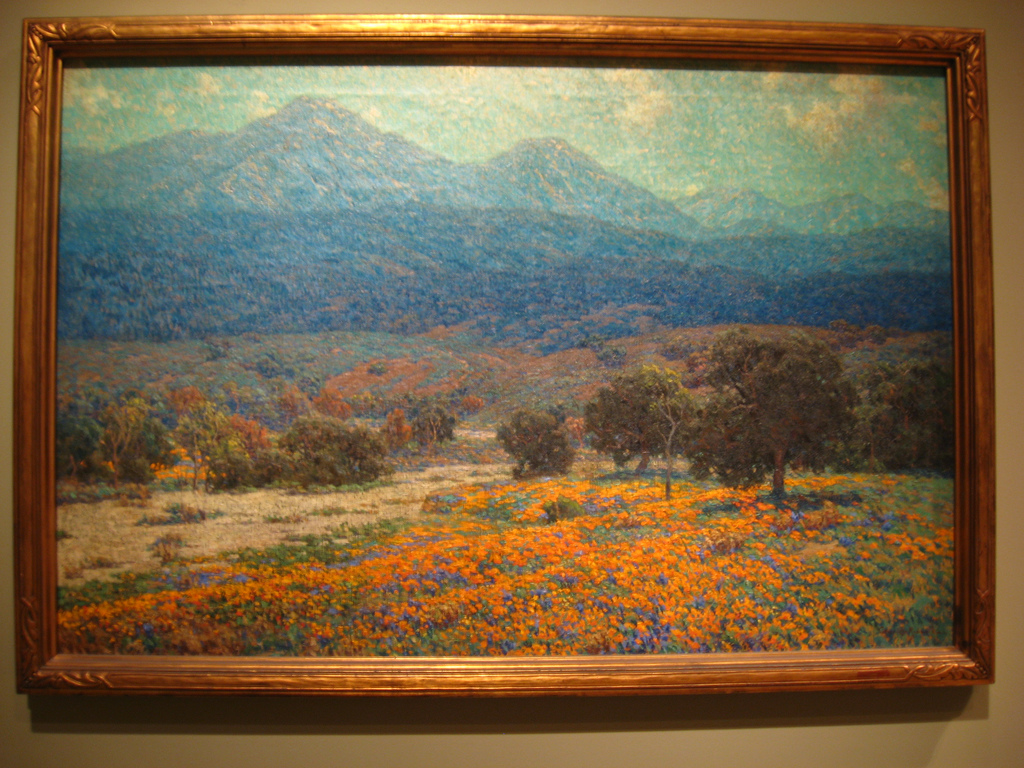
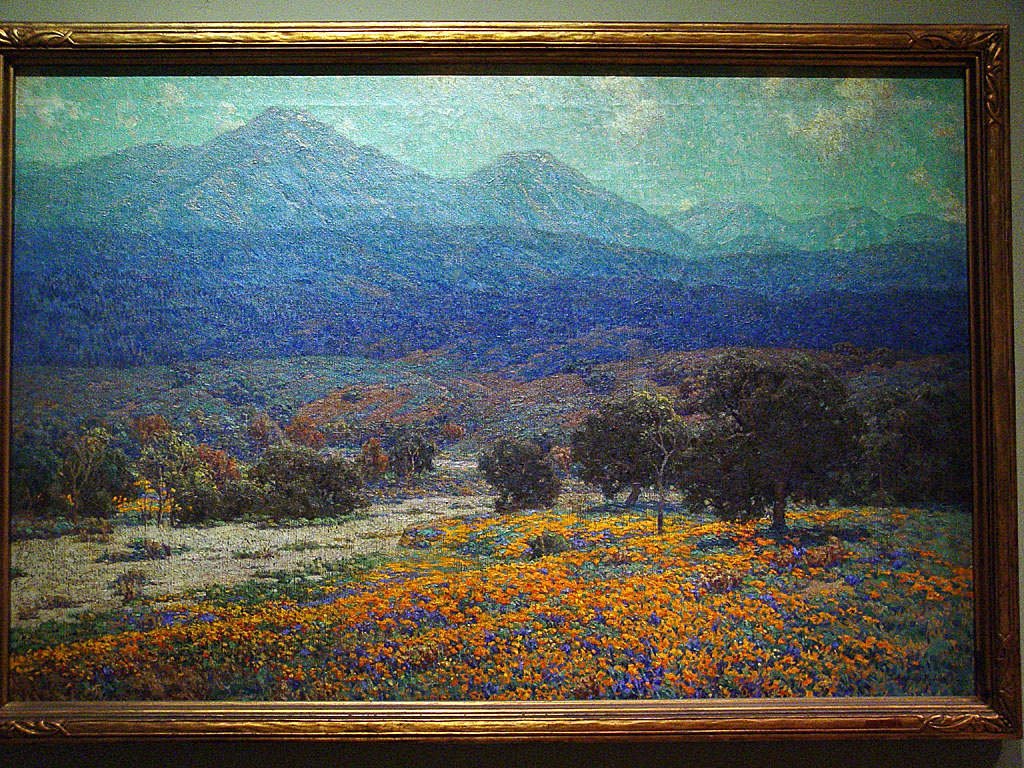